# Hawrania Przełęcz
Hawrania Przełęcz (słow. Havranie sedlo, niem. Rabensteinsattel, 1919 m) – przełęcz w Tatrach Bielskich na Słowacji. Znajduje się w ich grani głównej między Nowym Wierchem (Nový, 2009 m) i Hawraniem (Havran) (Władysław Cywiński wyróżnia na tym odcinku grani jeszcze ostro i głęboko wcięty Nowy Karb).
Hawrania Przełęcz jest szeroka i ma charakter trawiasty. Na północną stronę, do Hawraniego Kotła opada z niej łagodny, trawiasty stok. Zbocze opadające na południowy zachód jest bardziej strome, niżej zwęża się lejkowato i przerzyna między Nowymi Rzędami i Hawranimi Rzędami tworząc Zadni Stefanowy Żleb.
W grani łączącej przełęcz z sąsiednim Hawraniem znajdują się (kolejno od przełęczy):
- Niżni Hawrani Zwornik,
- Hawrania Czubka,
- Hawrania Szczerbina[3].

Z obydwu dolin na Hawranią Przełęcz można wyjść bez większych trudności, jest to jednak zamknięty dla turystów obszar ochrony ścisłej Tatrzańskiego Parku Narodowego.